# Wyspy Kuby
Wokół Kuby znajduje się ponad 4000 wysp, większość z nich wchodzących w skład archipelagów. Przy południowym wybrzeżu znajdują się dwa główne archipelagi Jardines de la Reina i Canarreos. Archipelag Sabana-Camagüey biegnący wzdłuż północnego wybrzeża wyspy zawiera ok. 2500 wysp. Na północnym zachodzie znajduje się Archipelag Colorados.

## Lista największych wysp
| Lp. | Nazwa                   | Powierzchnia (km²) | Akwen                      |
| --- | ----------------------- | ------------------ | -------------------------- |
| 1   | Alacranes               |                    | Archipelag Colorados       |
| 2   | Alcatraz                |                    | Jardines de la Reina       |
| 3   | Algodon Grande          | 3,7                | Jardines de la Reina       |
| 4   | Ana Maria               | 14,76              | Jardines de la Reina       |
| 5   | Anclitas                | 4,5                | Jardines de la Reina       |
| 6   | Banco Sancho Pardo      |                    | Archipelag Colorados       |
| 7   | Breton                  | 6,7                | Jardines de la Reina       |
| 8   | Buenavista              |                    | Archipelag Colorados       |
| 9   | Caballones              | 16,5               | Jardines de la Reina       |
| 10  | Cabeza Del Este         | 6,36               | Jardines de la Reina       |
| 11  | Caguamas                | 7,86               | Jardines de la Reina       |
| 12  | Cayo Coco               | 370                | Jardines del Rey           |
| 13  | Cayo De Las Doce Leguas | 26,8               | Jardines de la Reina       |
| 14  | Cinco Balas             | 13,5               | Jardines de la Reina       |
| 15  | Cruz del Padre          |                    | Archipelag Sabana-Camagüey |
| 16  | Esquivel                |                    | Jardines del Rey           |
| 17  | Wyspa Ernsta Thälmanna  |                    | Archipelag Canarreos       |
| 18  | Fragoso                 |                    | Archipelag Sabana-Camagüey |
| 19  | Granada                 | 16,63              | Jardines de la Reina       |
| 20  | Guajaba                 |                    | Jardines del Rey           |
| 21  | Guillermo               |                    | Jardines del Rey           |
| 22  | Ines de Soto            |                    | Archipelag Colorados       |
| 23  | Jutías                  |                    | Archipelag Colorados       |
| 24  | Isla de la Juventud     | 2200               | Archipelag Canarreos       |
| 25  | Kuba                    | 110 860            | Morze Karaibskie           |
| 26  | Largo del Sur           |                    | Archipelag Canarreos       |
| 27  | Levisa                  | 1,5                | Archipelag Colorados       |
| 28  | Media Luna              | 7,1                | Jardines de la Reina       |
| 29  | Mordazo                 | 9,3                | Jardines de la Reina       |
| 30  | Pingues                 | 20,46              | Jardines de la Reina       |
| 31  | Punta Arenas            |                    | Archipelag Colorados       |
| 32  | Punta Tabaco            |                    | Archipelag Colorados       |
| 33  | Rapado Grande           |                    | Archipelag Colorados       |
| 34  | Romano                  | 777                | Jardines del Rey           |
| 35  | Sabinal                 | 335                | Jardines del Rey           |
| 36  | Saetia                  | 42                 | Jardines del Rey           |
| 37  | Santa María             |                    | Archipelag Colorados       |